# Philipp Wilhelm Wernher

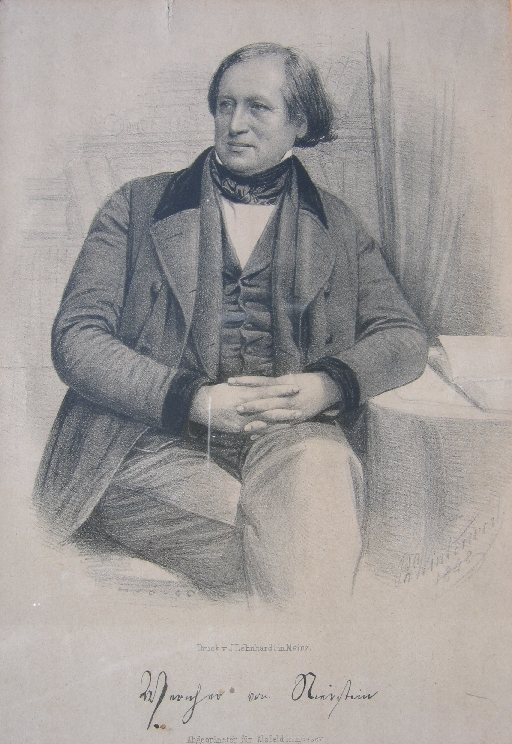
Wilhelm Philipp Wernher

Philipp Wilhelm Wernher (* 12. Januar 1802 in Mainz; † 6. Oktober 1887 in Nierstein) war ein hessischer liberaler Politiker und Winzer.

## Leben
Wilhelm Wernher studierte von 1819 bis 1823 Evangelische Theologie und Rechtswissenschaften an den Universitäten Gießen, Göttingen und Heidelberg. Während seines Studiums wurde er 1819 Mitglied der Gießener Allgemeinen Burschenschaft Germania. Er war auch Mitglied der Göttinger und der Heidelberger Burschenschaft. Nach dem Abbruch des Studiums wegen eines Augenleidens lebte er ab 1824 als Besitzer eines Weinguts in Nierstein. 
1844 wurde er für den Wahlkreis Oppenheim Mitglied der zweiten Kammer der Landstände des Großherzogtums Hessen und zählte als Mitstreiter Heinrich von Gagerns, den er im Betrieb von landwirtschaftlichen Gütern unterrichtete, zur liberalen Opposition. Zusammen mit Gagern nahm er am 10. Oktober 1847 an der Heppenheimer Tagung und am 5. März 1848 an der Heidelberger Versammlung der 51 teil. Anschließend gehörte er dem Vorparlament an und vertrat vom 18. Mai 1848 bis zum 24. Mai 1849 den Wahlkreis Alsfeld in der Frankfurter Nationalversammlung. In der Paulskirche zählte er zur Fraktion Württemberger Hof und war Mitglied mehrerer Ausschüsse. 
Im September 1848 spaltete Philipp Wilhelm Wernher gemeinsam mit dem Präsidenten des Vorparlaments Carl Mittermaier die Fraktion Augsburger Hof ab, die zusammen mit dem Casino eine kleindeutsche Lösung und ein Erbkaisertum akzeptierte und insgesamt nationalliberalere Ansichten vertrat. In Fragen der Paulskirchenverfassung stimmte sie aber weiterhin mit dem Württemberger Hof. 
Ende 1849 wurde Wernher zum Landtagskommissar der Regierung für den 12. Landtag ernannt.
1850 gehörte er dem Erfurter Unionsparlament an. 1856 wurde er erneut in die hessische Zweite Kammer gewählt, der er noch bis 1872 angehörte.
1867 wurde Wernher Bezirksrat im Kreis Oppenheim und Direktor der Darmstädter Staatsschuldentilgungskasse.
Ab 1872 ernannte ihn Großherzog Ludwig III. zum Mitglied der Ersten Kammer der Landstände auf Lebenszeit.

## Familie
Wilhelm Wernher war Sohn des Geheimen Staatsrats und Gerichtspräsidenten Johann Wilhelm Wernher. Am 1. Oktober 1825 heiratete er in Hanau Auguste Carl (1806–1833), die Tochter des Hofgerichtsadvokaten und Hanauer Bürgermeisters Georg Wilhelm Carl. Nach ihrem Tod heiratete Wernher am 11. September 1835 in Selzen Katharina Dilg (1810–1865), die Tochter des Kirchenrats und Pfarrers von Selzen. Wilhelm Wernher war ebenfalls evangelisch.
Aus der ersten Ehe gingen folgende Kinder hervor:
- Wilhelm (1826–1906), Kolonialwarenhändler, Abgeordneter
- Julie (1828–1904), verheiratet mit dem Major Theodor Reh (1826–1884)
- Carl (1830–1889), Apotheker in Oppenheim

Aus der zweiten Ehe gingen folgende Kinder hervor:
- Wilhelmine Johanne (Caroline) (1836–1862), verheiratet mit dem Müller und Landwirt in Germersheim, Valentin Bernion (1829–1898)
- Ernst (1837–1909), Kaufmann, Ökonomierat, Bürgermeister, Abgeordneter
- Paul (1839–1901), Großherzoglich Hessischer General der Kavallerie[4]
- Elise (* 1841), verheiratet mit dem Müller und Landwirt in Germersheim, Valentin Bernion (1829–1898)
- Adolf (* 1841), Eisenhändler und Politiker in Nordamerika
- Julius (1845–1866), Landwirt und Müller in Nierstein
- Sophie (* 1847), verheiratet mit dem Dekan in Kaiserslautern, August Vogt (1837–1880): Eltern von Ludwig Vogt und Ernst Vogt